# Bent
Bent er et drengenavn afledte af latin "Benedictus", der betyder "den velsignede". Ifølge Danmarks Statistik hed 30.982 Bent i 2001.
På dansk anvendes også varianterne Bendt, Benth, Bengt, Benedict, Benedikt og Bendix lige som navnet forekommer i sammensætninger som Bent-Ole.
De tilsvarende pigenavne er Bente og Benedikte.

## Kendte personer med navnet
- Benedikt af Nurcia, italiensk abbed og helgen
- Pave Benedikt 16. – samt 15 paver før ham.
- Bent Albrechtsen, dansk journalist
- Bent Rold Andersen, dansk politiker og tidligere økonomisk vismand.
- Benedict Arnold, amerikansk general og landsforræder.
- Bendt Bendtsen, dansk politiker og minister.
- Bent Bertramsen, dansk journalist og tv-vært.
- Bengt Burg, dansk tv-vært.
- Bent Christensen, dansk filminstruktør.
- Bent Christensen, dansk fodboldspiller.
- Bent Christensen Arensøe ("Turbo"), dansk fodboldspiller.
- Bent Fabricius-Bjerre, dansk musiker og komponist.
- Bent Faurschou-Hviid, dansk modstandsmand (Flammen).
- Bent From, dansk forfatter.
- Bent Haller, dansk forfatter.
- Bent Hansen, dansk politiker.
- Bent Høgsbro Østergaard, dansk modstandsmand (Gemüse).
- Bengt Janus, dansk forfatter.
- Bent Jørgensen, dansk zoolog og forfatter.
- Bent Larsen, dansk skakspiller.
- Bent Larsen, dansk håndboldspiller
- Bent Mejding, dansk skuespiller.
- Bent Norup, dansk operasanger.
- Bendt Reiner, dansk skuespiller.
- Bendt Rothe, dansk skuespiller.
- Bent Solhof, dansk pædagog og skaber af Prop og Berta.
- Bent Warburg, dansk skuespiller.
- Bent Werther, dansk sanger.

## Navnet anvendt i fiktion
- Mit liv som Bent er en dansk tv-serie.